# Єйський відділ
46°19′00″ пн. ш. 39°23′00″ сх. д. / 46.316666666667° пн. ш. 39.383333333333° сх. д.
Єйський відділ — адміністративна одиниця у складі Кубанської області Російської імперії та Кубано-Чорноморської області РРФСР, що існувала в 1869–1924 роках. Адміністративний центр — місто Єйськ (1902–1920 рр. — Станиця Уманська).

## Географія
Відділ займав північну частину області, межував на півночі і сході з Областю війська Донського, від якої відокремлювався річками Єя і Куго-Єя, заході — з Азовським морем. Територія 11 190 верст (12 734,2 км).

### Сучасний стан
На території колишнього Єйського відділу Кубанської області зараз розташовуються Єйський, Старомінський, Канівський, Ленінградський, Павлівський, Криловський, а також частини Щербинівського, Кущевського та Тихорєцького районів Краснодарського краю.

## Історія
- Утворений в 1869 як Єйський повіт з центром в місті Єйськ, з 1888 — відділ.
- У 1902 році управління відділом перенесли до Уманської станиці.
- Після встановлення Радянської влади на Кубані в березні 1920 року Єйський відділ увійшов до складу новоствореної Кубано-Чорноморської області, центром відділу знову став Єйськ.
- 2 червня 1924 року ліквідовано Кубано-Чорноморська область і всі відділи, що входили до неї. На території Єйського відділу утворено 6 районів (Єйський, Канівський, Кущевський, Павловський, Старомінський, Уманський) Південно-Східної області.

## Адміністративний устрій
У 1913 році до складу відділу входило 2 волосних правління та 25 станиць:
- Волосні правління:
  - Александрівське — селище Александрівка,
  - Воронцовське — селище Воронцовка,
- Станиці:

| - Довжанська, - Катеринівська, - Калниболотська, - Комишуватська, - Канівська, - Канеловська, - Кисляківська, - Копанська, - Криловська, - Кущевська, | - Незамаївська, - Новодерев'янківська, - Новолеушківська, - Новомінська, - Новорождественська, - Новощербинівська, - Павловська, - Стародерев'янковська, - Старолеушківська, - Старомінська, | - Старощербинівська, - Уманська, - Челбаська, - Шкуринська, - Ясенська. |

Станом на 26 січня 1923 року до складу відділу входило 17 волостей:
| - Довжанська, - Катеринівська, - Калниболотська, - Канівська, - Комишуватська, - Криловська, - Кущевська, - Незамаївська, - Новодерев'янківська, | - Новолеушківська, - Новомінська, - Новощербинівська, - Павловська, - Старомінська, - Старощербинівська, - Уманська, - Челбаська. |

## Населені пункти
Найбільші населені пункти відділу (населення, кінець XIX століття)
- м. Єйськ (35 414)
- ст-ця Калниболотська (15 628)
- ст-ця Старомінська (13 495)
- ст-ця Старощербинівська (11 519)
- ст-ця Катеринівська (11 290)
- ст-ця Уманська (11 137)
- ст-ця Канівська (10 260)
- ст-ця Незамаївська (9525)
- ст-ця Павлівська (8050)
- ст-ця Кисляківська (7958)
- ст-ця Новоріздвяна (7866)
- ст-ця Новощербинівська (7268)
- ст-ця Новомінська (6586)
- ст-ця Новодерев'янківська (6449)
- ст-ця Новолішківська (5934)
- ст-ця Кущівська (5831)
- ст-ця Шкурінська (5000)
- ст-ця Камишевацька (4835)
- ст-ця Челбаська (4643)
- ст-ця Ясенська (4262)
- ст-ця Старолеушківська (3869)
- ст-ця Копанська (3512)
- ст-ця Стародерев'янківська (3371)

## Населення
Національний склад відділу в 1897 році:
| Національність | Чисельність, осіб | Частка від усього населення, % |
| -------------- | ----------------- | ------------------------------ |
| українці       | 205 063           | 73,95                          |
| великороси     | 65 449            | 23,60                          |
| німці          | 1952              | 0,70                           |
| інші           | 4 836             | 1,74                           |
| Разом:         | 277 300           | 100,00                         |

Розподіл населення за статевою ознакою:
- чоловіки — 140 344 (50,61 %)
- жінки — 136 956 (49,39 %)

## Веб-посилання
- Карта Єйського відділу